# 藍の風景
『藍の風景』(あいのふうけい)は、こうの雅美,砂岸あろによる日本の漫画作品。

『なかよしデラックス』（講談社）にて1984年連載された。

## 書誌情報
- 藍の風景 1985年7月6日 ISBN 9784061785083
  - ファニーフェイス（なかよしデラックス1985年）／ピンナップ☆レディー（なかよしデラックス1982年）